# Kalominua
Kalominua is een geslacht van hooiwagens uit de familie Samoidae.
De wetenschappelijke naam Kalominua is voor het eerst geldig gepubliceerd door Sørensen in 1932. 

## Soorten
Kalominua omvat de volgende 8 soorten:
- Kalominua alta
- Kalominua bicolor
- Kalominua bromeliaca
- Kalominua inermichela
- Kalominua leonensis
- Kalominua manueli
- Kalominua minuta
- Kalominua tiarensis